# Iwahori-Hecke-Algebra
Iwahori-Hecke-Algebren sind in der Mathematik unter anderem in der geometrischen Darstellungstheorie (etwa bei der Definition des Kazhdan-Lusztig-Polynoms) und in der Knotentheorie (bei der Definition des Jones-Polynoms) von Bedeutung.
Iwahori-Algebren kommen klassisch als Endomorphismenringe in der Darstellungstheorie endlicher Chevalley-Gruppen vor, können aber für alle Coxeter-Gruppen definiert werden. Ihre komplexen Darstellungen hängen eng mit den Darstellungen der assoziierten Coxeter-Gruppen zusammen.

## Konstruktion
Sei {\displaystyle (W,S)} ein Coxeter-System mit Längenfunktion {\displaystyle l} und {\displaystyle {\mathcal {L}}=\mathbb {Z} \left[v,v^{-1}\right]} der Ring der Laurent-Polynome. 
Die Iwahori-Hecke-Algebra ist die assoziative {\displaystyle {\mathcal {L}}}-Algebra mit Erzeugern {\displaystyle H_{s}} für alle {\displaystyle s\in S} und Relationen
{\displaystyle H_{s}^{2}=1+(v^{-1}-v)H_{s}}
{\displaystyle H_{s}H_{t}\ldots H_{s}=H_{t}H_{s}\ldots H_{t}} für {\displaystyle st\ldots s=ts\ldots t}
{\displaystyle H_{s}H_{t}H_{s}\ldots H_{t}=H_{t}H_{s}H_{t}\ldots H_{s}} für {\displaystyle sts\ldots t=tst\ldots s}
Für eine reduzierte Zerlegung {\displaystyle w=s_{1}\ldots s_{n}} bezeichne {\displaystyle H_{w}=H_{s_{1}}\ldots H_{s_{n}}}. Dann hat man die folgenden Eigenschaften.
Aus {\displaystyle l(w_{1})+l(w_{2})=l(w_{1}w_{2})} folgt {\displaystyle H_{w_{1}w_{2}}=H_{w_{1}}H_{w_{2}}}.
Die {\displaystyle H_{s}} sind invertierbar: {\displaystyle H_{s}^{-1}=H_{s}+(v-v^{-1})}
Es gibt auf {\displaystyle {\mathcal {H}}} eine eindeutige Involution {\displaystyle H\to {\overline {H}}} mit {\displaystyle {\overline {v}}=v^{-1}} und {\displaystyle {\overline {H_{s}}}=(H_{s^{-1}})^{-1}} für {\displaystyle s\in S}.